# East Redonda Island
East Redonda Island är en ö i Kanada.   Den ligger i Strathcona Regional District och provinsen British Columbia, i den sydvästra delen av landet, 3 600 km väster om huvudstaden Ottawa. Arean är 101 kvadratkilometer.
Terrängen på East Redonda Island är bergig. Öns högsta punkt är 1 590 meter över havet. Den sträcker sig 16,5 kilometer i nord-sydlig riktning, och 12,3 kilometer i öst-västlig riktning.
Trakten runt East Redonda Island är nära nog obefolkad, med mindre än två invånare per kvadratkilometer.